# Joakim Norrman
Karl Joakim Norrman, född 21 september 1951 i Saltsjöbaden, är en svensk målare, tecknare och skulptör. Han är son till konstnären Peter Norrman och konstnärinnan Anne-Marie Norrman. Han är utbildad vid Konstfack i Stockholm 1981–1984 och vid Kungliga Konsthögskolan i Stockholm 1984–1989.
Norrman är representerad på bland annat Stockholms stadsmuseum, vid Statens konstråd, Stockholms konstråd och Stockholms läns landsting.  